# Kees Prins
Cornelis Willibrordus Maria (Kees) Prins (Heemstede, 7 april 1956) is een Nederlands acteur en regisseur. Hij is onder meer bekend van het absurdistische televisieprogramma Jiskefet.

## Privéleven
Prins is de zoon van een politieagent. Samen met zijn tweelingbroer was hij de jongste uit een katholiek gezin in Heemstede. Kees Prins werd op 7 april 1956 net voor middernacht geboren, zijn tweelingbroer Huub op 8 april net na middernacht.

## Loopbaan

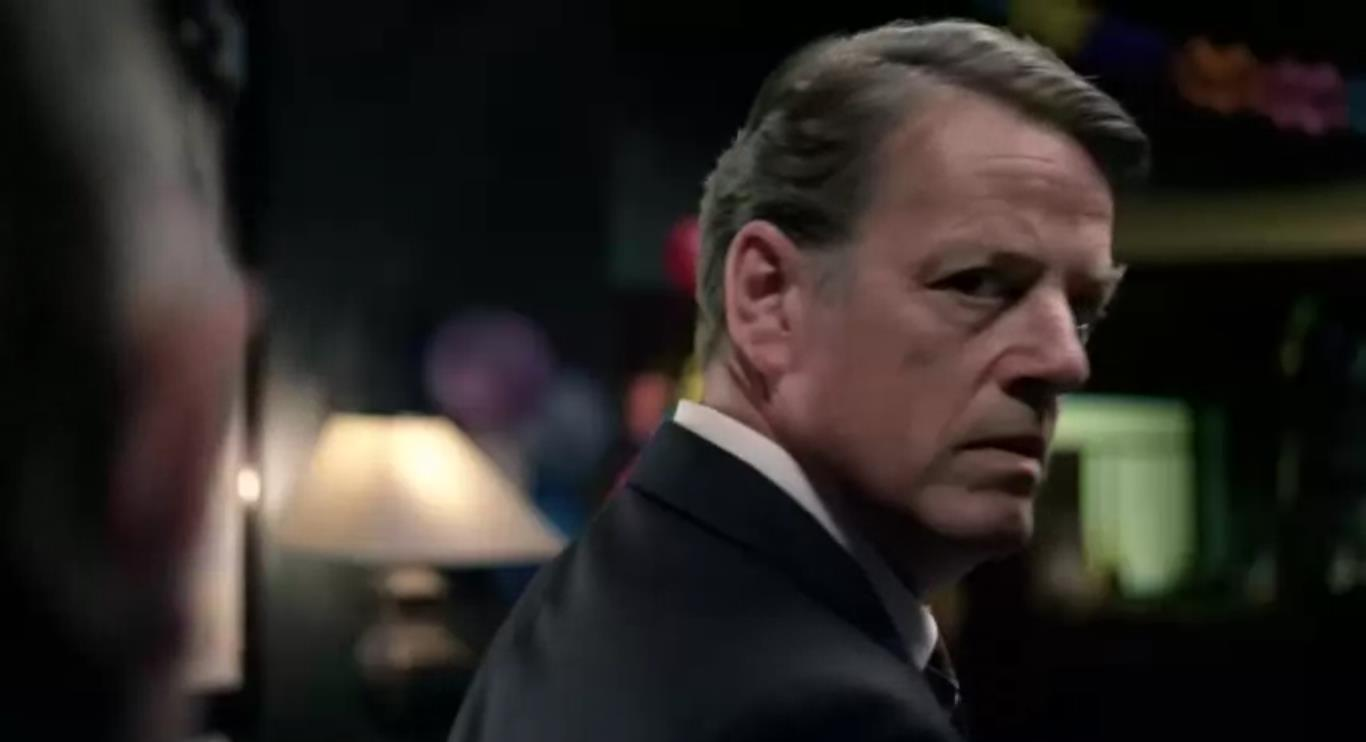
Prins als Huub Couwenberg (2013)

Prins doorliep het atheneum op het Bisschoppelijk College Hageveld te Heemstede, waar hij onder meer een hoofdrol vervulde in Shakespeares Hendrik IV, een komische tekenstijl ontwikkelde in de strip Cucumber Kid en zanger was in de rockband Chaoz. Hij volgde aansluitend een opleiding aan de Academie voor Kleinkunst, waar hij in de klas zat bij onder anderen Arjan Ederveen. Met Ederveen vormde hij van 1981 tot 1984 De Duo's. De Duo's maakten vier theaterproducties en een televisieshow voor de VPRO. Prins speelde ook in enkele televisieprogramma's met Paul de Leeuw. Verder is hij bekend geworden door het inspreken van vele reclameboodschappen voor de radio, onder andere voor de Belastingdienst met de bekende slagzin Leuker kunnen we het niet maken, wel makkelijker. Op televisie speelde Prins diverse typetjes in reclamespotjes voor de ING. Maar hij werd met name bekend door zijn rollen in de absurdistische serie Jiskefet, waarin hij samen met Herman Koch en Michiel Romeyn de voornaamste rollen vertolkte.
In 2000 ontving hij een Gouden Kalf voor beste acteur voor zijn vertolking van Johnny Jordaan in de dramaserie Bij ons in de Jordaan.
Daarnaast is Prins actief als zanger en liedjesschrijver, als zodanig reeds in de schoolband Chaoz en later in Moondogs met gitarist-componist Vincent van Warmerdam. Die groep bracht een cd uit: Diamond in the crowd. Tijdens voetbaltoernooien trad hij op als volkszanger Melvin, die "sfeervolle" Oranje-liedjes zong bij Villa BvD. De bijbehorende cd heet Melvin's elftal.
In 2007 trok Prins samen met Paul de Munnik en JP den Tex met het liedjesprogramma Op weg naar huis langs de Nederlandse theaters. In de televisieserie Overspel speelde hij tussen 2011 en 2015 de rol van louche vastgoedondernemer Huub Couwenberg. In 2012 regisseerde hij het toneelstuk Het diner (een bewerking van het gelijknamige boek van Herman Koch). In augustus 2012 won Prins de Gouden Notekraker in de categorie "Televisie".
In 2018 schreef hij samen met Roel Bloemen het theaterprogramma Een man een man, dat hij speelde met Pierre Bokma.

## Filmografie

### Films
- 1981 - Bosch en lucht - Ulli Weiß
- 1982 - Sprong naar de liefde - Emile
- 1982 - Een zwoele zomeravond - Helft van 'De Duos'
- 1983 - Cheech & Chong: Still Smokin' - Bellboy
- 1983 - De lift - nachtwaker
- 1985 - Denk aan mij
- 1987 - Van geluk gesproken - quizmaster
- 1989 - Theo en Thea en de ontmaskering van het Tenenkaasimperium - André
- 1990 - De gulle minnaar - hoofdredacteur
- 1995 - Filmpje! - Freek
- 1996 - De jurk - leraar
- 1999 - No Trains No Plains - Jacques
- 2000 - Bij ons in de Jordaan - Johnny Jordaan
- 2003 - Grimm - dronken man
- 2006 - De uitverkorene - Johan
- 2006 - Ober - zakenman
- 2009 - Only You - Olmgard
- 2009 - De Hel van '63 - tv-commentator
- 2013 - Patronen - Harold Keizer
- 2015 - De grote Zwaen - presentator
- 2018 - Everest in Peace - Filip

### Tv-programma's en -series
- 1984 - De Duo's Doen Alsof - meerdere rollen
- 1985 - Het bloed kruipt - afl. Welkom thuis: barkeeper
- Villa Achterwerk - presentator
- 1988 - De Bintje Show - alle rollen
- 1990 - 12 steden, 13 ongelukken - afl. Slecht Zicht (Arnhem): Bertrand
- 1990 - De Freules - afl. Het testament: stem van Wim
- 1991 - In voor- en tegenspoed - afl. Stille nacht
- 1992 - Hotel Amor - 3 afl.
- 1994 - Seth & Fiona - Freek Gaaikema
- 1995 - Flodder - afl. De Gave: man met migraine
- 2000 - Bij ons in de Jordaan - Johnny Jordaan
- 2004 - De Band - afl. Hormonen: taxichauffeur
- 1990-2005 - Jiskefet - veel verschillende rollen
- Taxi - presentator en voice-over
- 2000-2006 - Villa BvD - Melvin de volkszanger
- 2009-2010 - Harirah
- 2011-2015 - Overspel - Huub Couwenberg
- 2018 - Welkom in de 80-jarige Oorlog - Piet Hein
- 2021 - BuZa - Maarten Meinema

### Stemacteur
- Brandende liefde (1983) - stem van Jan Bosman
- Buurman en Buurman (1985-heden) - Buurman Pat (met de gele trui)
- De grote dikke beer vertelt - Beer, Tijger en de verteller
- Max & Laura & Henk & Willie (1989) - radiostem
- Babar (1989) - alle stemmen en verteller
- Babar: de film (1989)
- The Indian in the Cupboard (1995) - Cowboy
- Een luizenleven (1998) - Hopper
- Toy Story 2 (1999) - Buzz Lightyear
- Missing Link (1999) - Cro-Magnon
- Buzz Lightyear of Star Command: The Adventure Begins (2000) - Kapitein Buzz Lightyear
- Buzz Lightyear of Star Command (2000) - Kapitein Buzz Lightyear
- Monsters en co. (2001)
- 101 Dalmatiërs II: Het avontuur van Vlek in Londen (2003) - Superwoef
- Café de Wereld (2003-2004) - barman Henk
- Zoop in Afrika (2005) - Cornelis de Groot
- Bee Movie (2007) - Lou Duva

## Voice-over (film, tv en radio)
- De Zaak van Sam (interactieve game, 1997) - voice-over
- Sjoemelaars en Sjacheraars (2007)
- Een bizarre samenloop van omstandigheden (2011) - verteller

## Regie en productie
- Theatervoorstelling Hotel Atlantico
- Theatervoorstelling Het diner
- Theatervoorstelling De Tweeling
- Televisieserie Harirah

## Discografie

### Albums
| Album met eventuele hitnotering(en) in de Nederlandse Album Top 100 | Datum van verschijnen | Datum van binnenkomst | Hoogste positie | Aantal weken | Opmerkingen                      |
| ------------------------------------------------------------------- | --------------------- | --------------------- | --------------- | ------------ | -------------------------------- |
| Op weg naar huis                                                    | 2007                  | 07-04-2007            | 55              | 7            | met Paul de Munnik en JP den Tex |

- International Standard Name Identifier: 0000 0003 6897 1236
- Library of Congress Control Number: no99034009
- MusicBrainz: 7db97735-732c-4f19-be5b-d73145866f93
- Nationale Bibliotheek van Tsjechië: xx0192245
- Nederlandse Thesaurus van Auteursnamen: 107365367
- Système universitaire de documentation: 231099959
- Virtual International Authority File: 281476081